# Sirdija
Sirdija (en serbe cyrillique : Сирдија) est un village de Serbie situé dans la municipalité d’Osečina, district de Kolubara. Au recensement de 2011, il comptait 241 habitants.

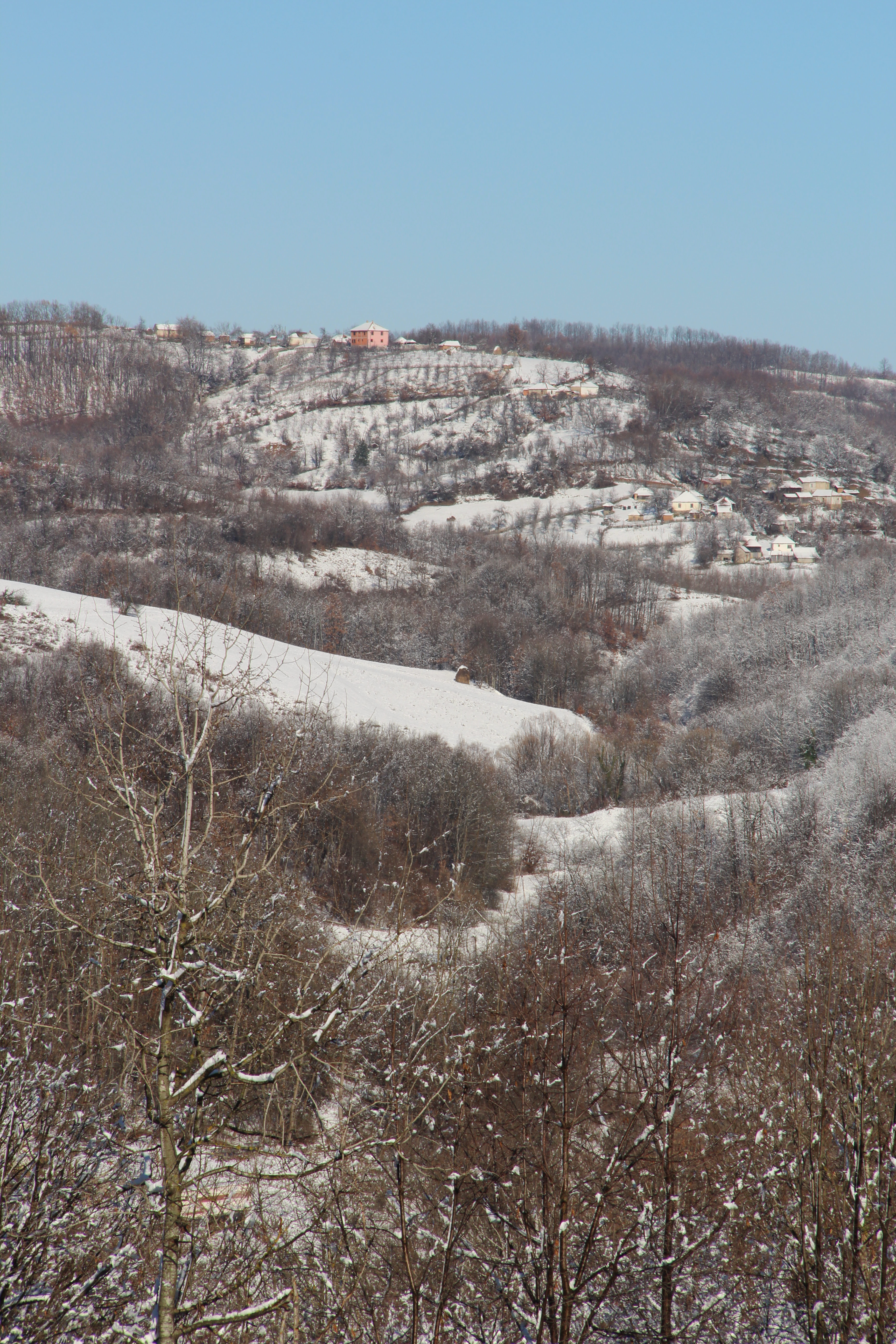
Sirdija - panorama
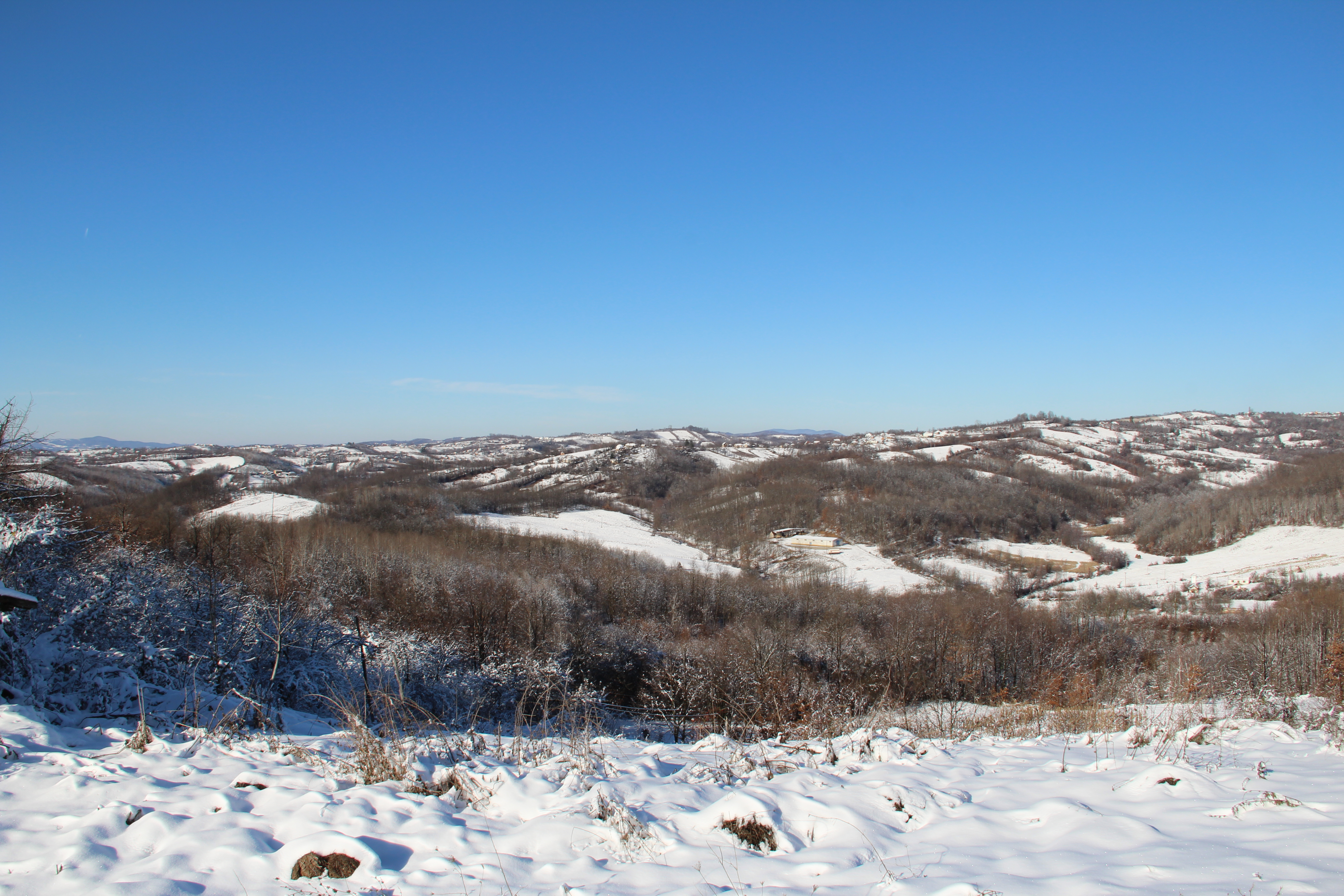
Sirdija - panorama
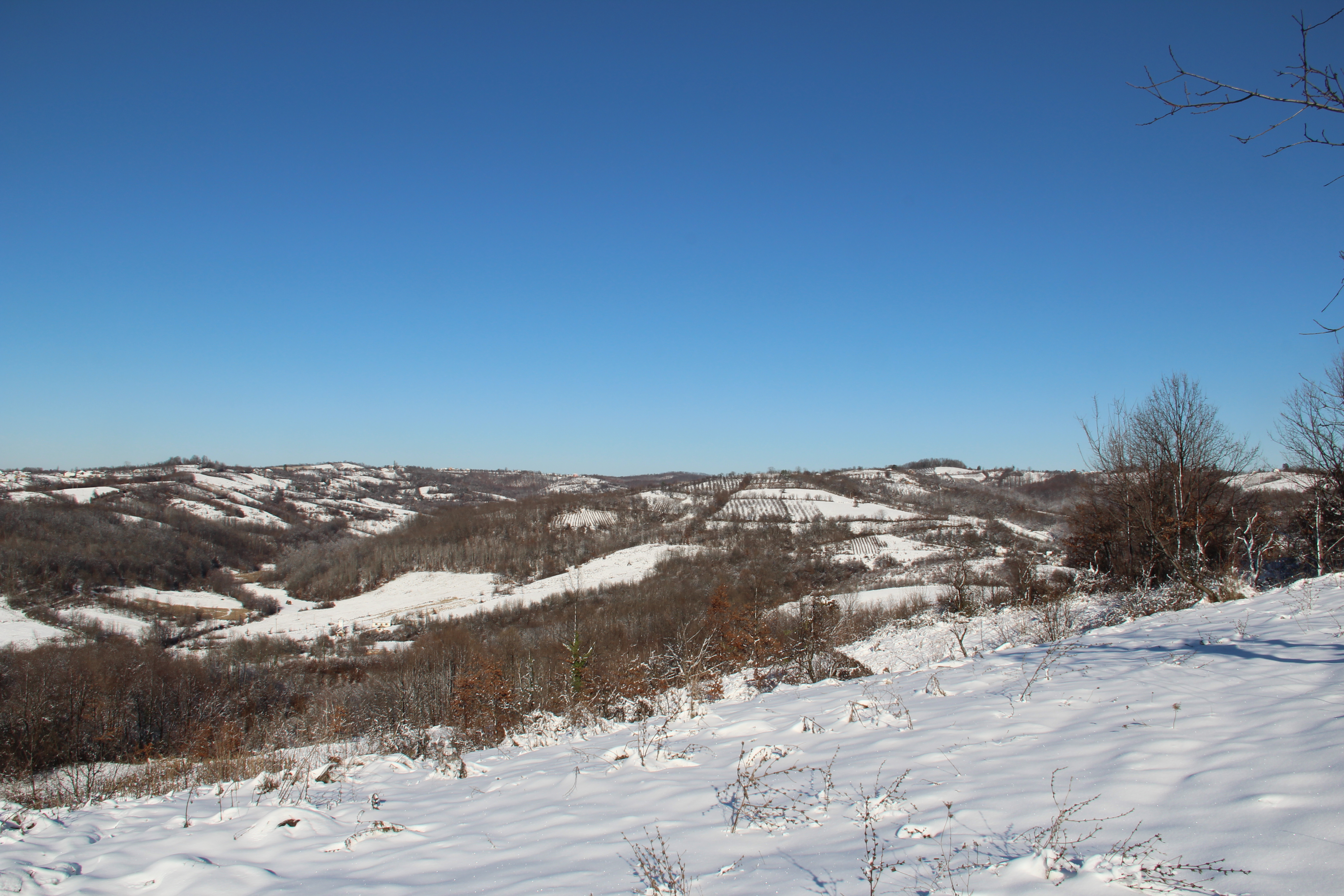
Sirdija - panorama
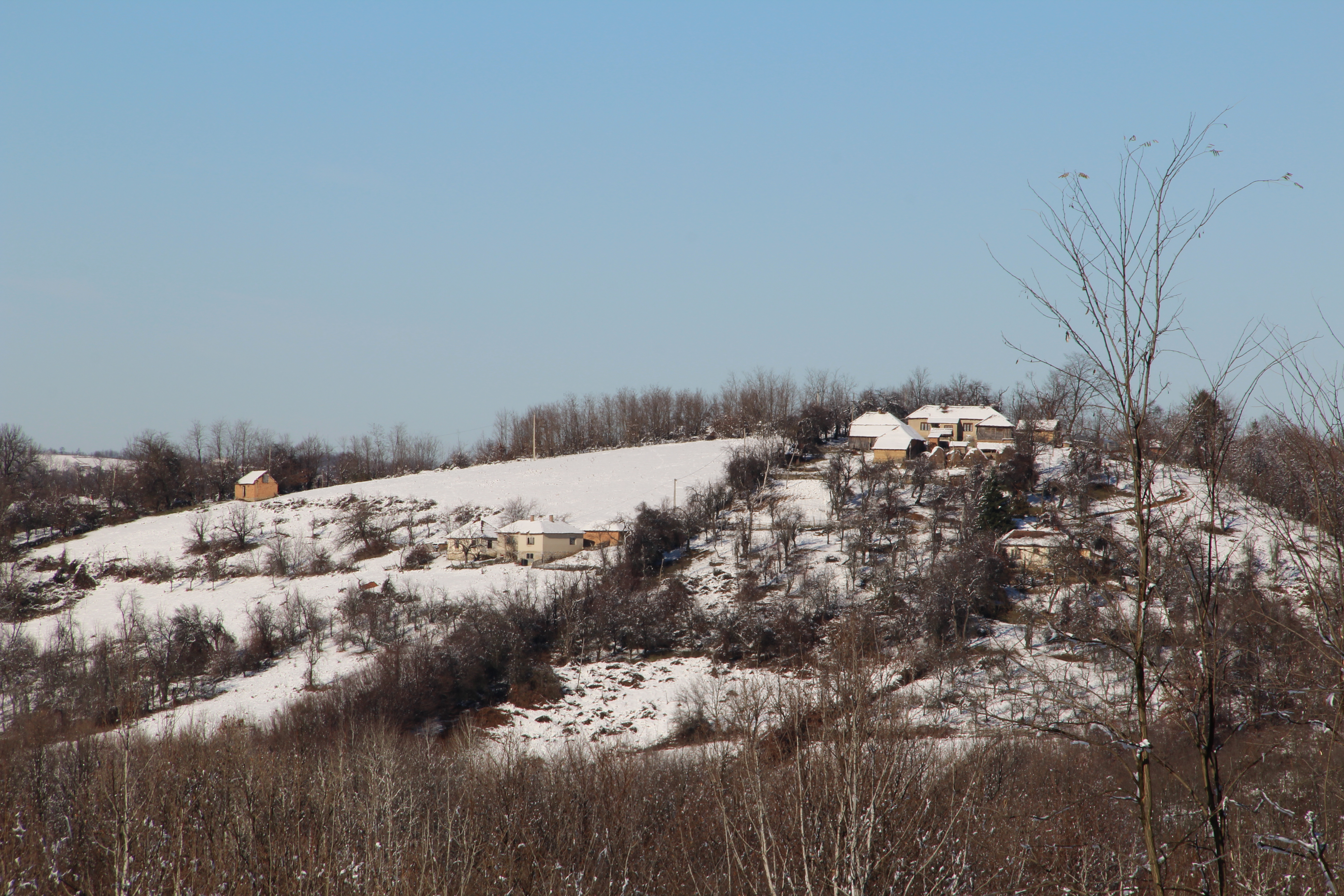
Sirdija - panorama
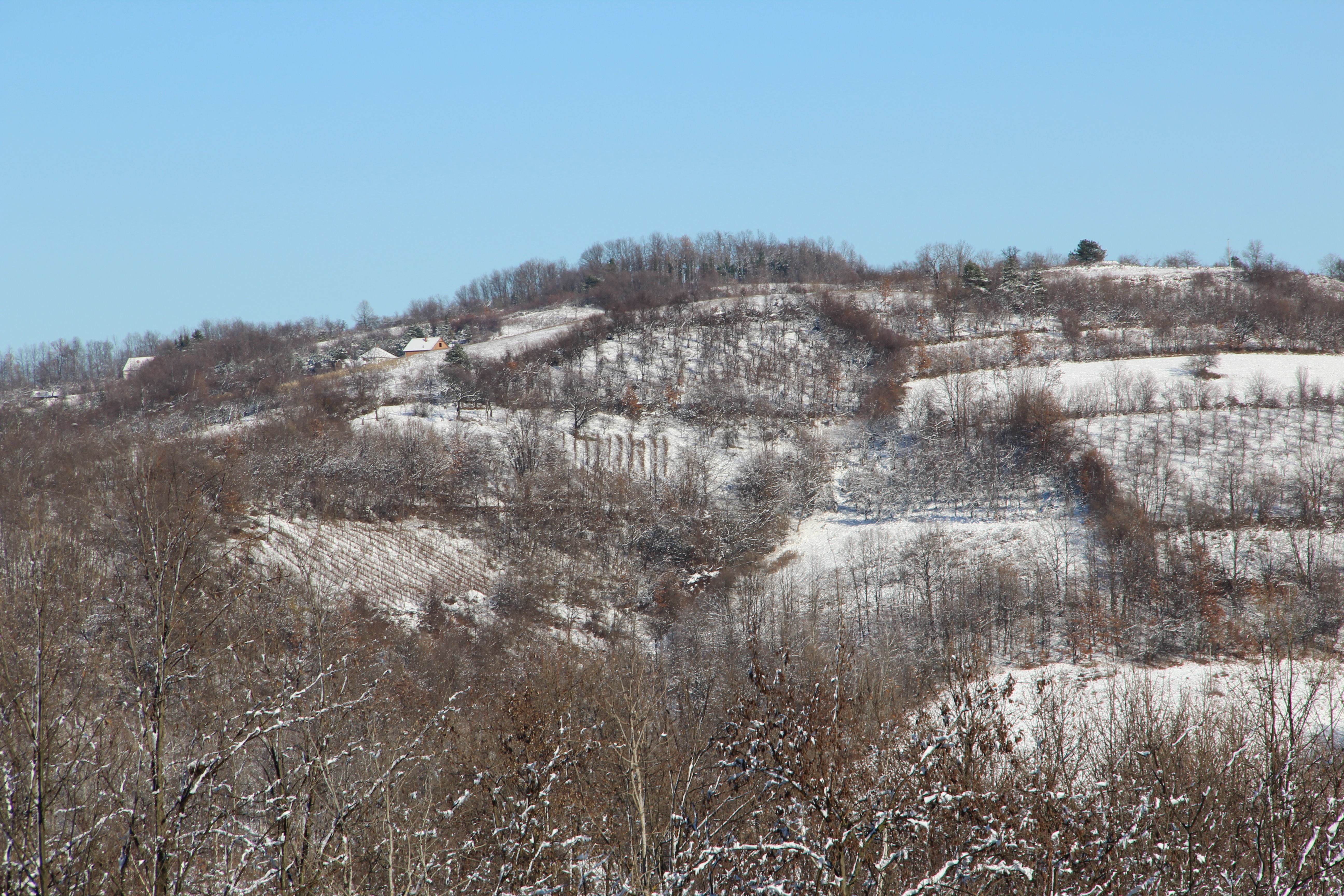
Sirdija - panorama
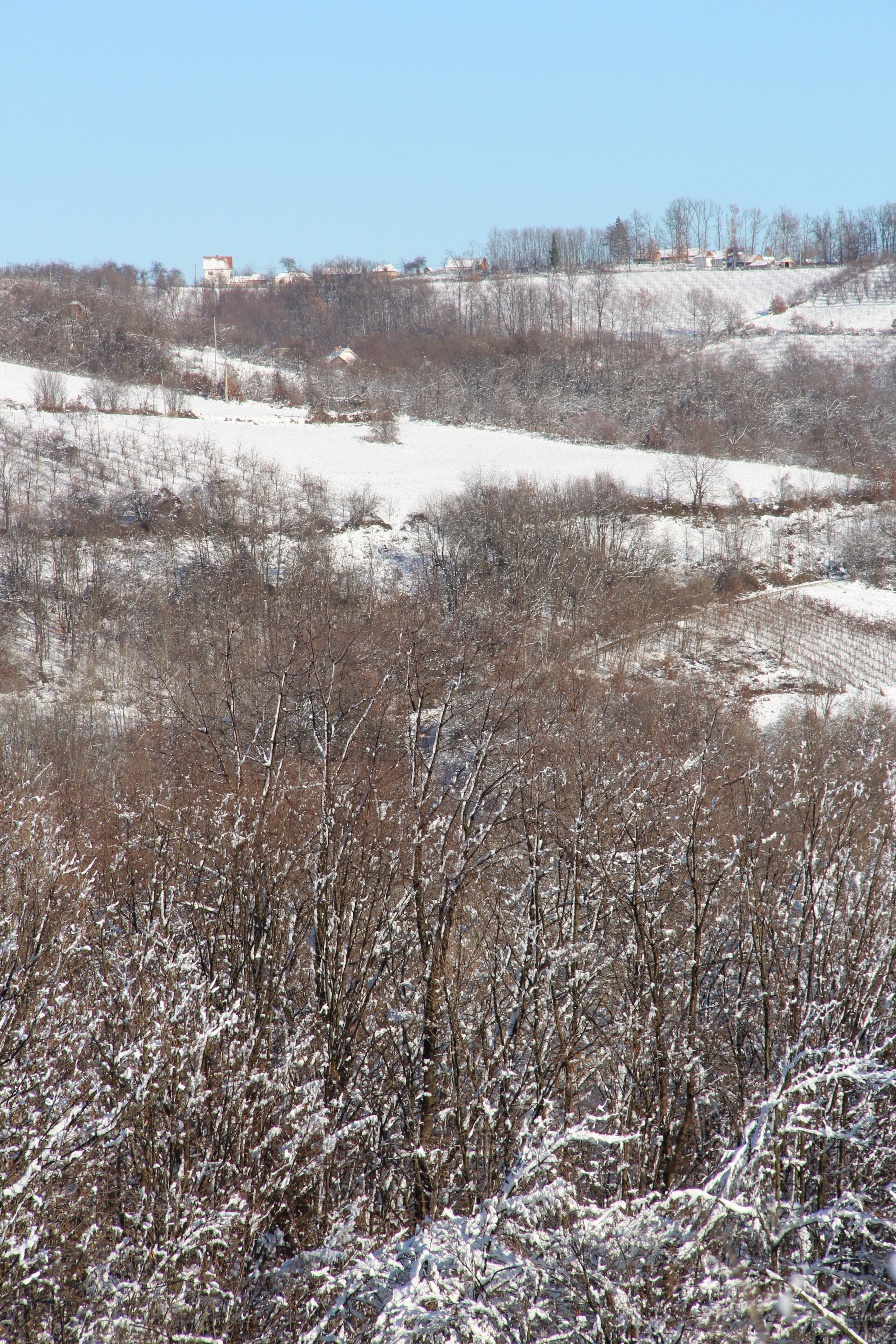
Sirdija - panorama
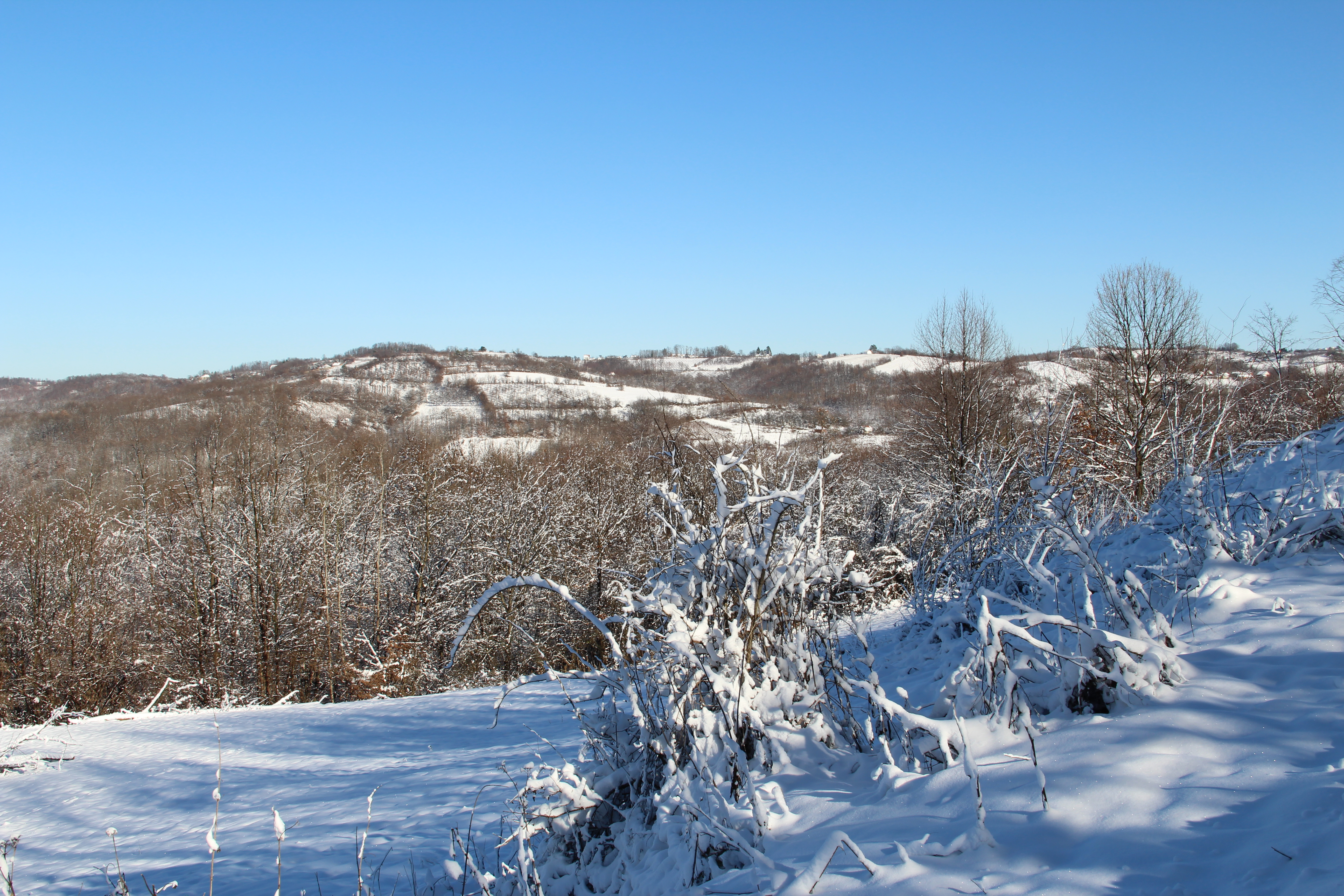
Sirdija - panorama

## Démographie
| 1948 | 1953 | 1961 | 1971 | 1981 | 1991 | 2002 | 2011 |
| ---- | ---- | ---- | ---- | ---- | ---- | ---- | ---- |
| 739  | 791  | 705  | 638  | 530  | 421  | 330  | 241  |

|  |